# Do obywatela Dmochowskiego – rzeźbiarza
Do obywatela Dmochowskiego – rzeźbiarza – list publiczny Cypriana Kamila Norwida z 1849 skierowany do rzeźbiarza Henryka Dmochowskiego.

## O tekście
Listem swoim Norwid złożył hołd Henrykowi Dmochowskiemu jako projektantowi pomnika powstańców poległych w 1848, który miał stanąć w Poznańskiem pod Sokołowem. Projekt Dmochowskiego był poecie tym bliższy, że dowiedziawszy się o projekcie pomnika na jesieni 1848 sam zaproponował, żeby znalazł się na nim lemiesz i szabla w krzyż złożone, a nad nimi drugi krzyż. Tekst został napisany 2 listopada 1849, a ukazał się w poznańskim Dzienniku Polskim Libelta 9 listopada. Wzmianka o liście Norwida oraz częściowy przedruk ukazał się też w krakowskim Czasie 1 grudnia 1849.

## Treść
Listem swoim Norwid wyraża podziw dla wynalazku w dziedzinie sztuki, którego dokonał Dmochowski. Wiadomo, że Kallimach zobaczywszy koszyk akantu na grobie, nadał kształt kapitelowi korynckiemu, że kapitel dorycki wziął się z zaplecionych warkoczy lub rogów baranich, a lombardzkie kolumny z longobardzkich włóczni i namiotów. Do dziś nie wiadomo jedynie skąd pochodzi ostrołuk, zdobycz północnych ludów. Polski ostrołuk jest właśnie dziełem Dmochowskiego, który zaprojektował na pomniku dla poległych pęk kos zwróconych do siebie ostrzami, które zakreślają nie tylko ostrołuk, ale i trefl i pęk kolumn i palmę łuków. Norwid cieszy się, że mógł zobaczyć pierwszy promień architektury narodowej. Jako ogłaszający ten wynalazek, chciałby móc nadać mu nazwę, powinien to być nie tyle ostrołuk polski co O-Kos.